# フレゴリの錯覚
フレゴリの錯覚（フレゴリのさっかく、Fregoli delusion）とは、誰を見ても、それを特定の人物と見なしてしまう現象。全くの見知らぬ他人を、よく見知った人物と取り違えてしまう現象を言う。錯覚という名で知られているが妄想の一種である。1927年、フランスの精神科医 P.CourbonとG.Failによって報告された。早変わりとモノマネを得意としたイタリアの喜劇俳優、レオポルド・フレゴリ(1867-1936)の名にちなむ。
適切な親近感が損なわれるという点でカプグラ症候群と対照をなす。

## ドラマ
医療ドラマ「トップナイフ」第二話に軸索損傷と動脈瘤で起こった珍しい病気として取り上げられている。